# Margrete Sambiria
Margrete Sambiria (eller Margrete Sprænghest, død marts 1283) var dansk dronning. Hun blev gift med Christoffer 1. i 1248 og i 1252 kronet med ham. Hun var datter af fyrst Sambor af Pommern.
Christoffer døde den 29. maj 1259, og få uger efter led danskerne et voldsomt nederlag under slaget ved Næstved, hvor Margrete havde samlet en hær mod en invasionsstyrke ledet af Fyrst Jaromar af Rügen og biskop Peder Bang af Roskilde.
Til 1264 var hun formynder for sin søn, Erik 5. Klipping, der var hyldet som konge i Viborg. Men Margrete lå i fejde med Jakob Erlandsen, Erik Abelsøn og holstenerne. Den magtfulde ærkebiskop Jakob Erlandsen søgte at vinde opbakning for sin støtte til Abelslægten ved at bandlyse alle biskopper, som deltog i kroningen af den unge konge i Viborg, men han tabte til Margrete og blev tvunget i landflygtighed.
Efter sejren over den magtfulde Jakob Erlandsen følte Margrete sig stærk nok til et opgør med Abelslægten i Slesvig, men der kom de holstenske fyrster Erik Abelsøn til hjælp. Efter et knusende nederlag på Lohede syd for Danevirke i 1261 blev hun og sønnen fanget af holstenerne.
Margrete blev holdt fanget i Hamborg, men kom fri med hjælp fra hertug Albrecht af Braunschweig. Hun genvandt initiativet og hentede sin søn hjem til tronen. Margrete fik selv overdraget Estland som "enkeeje", men det antages, at hun fortsat havde væsentlig indflydelse på Danmarks styre, også efter at sønnen blev myndig. I 1265 fik hun igangsat opførelsen af Tallinn bymur.
Hun fik tilnavnet Sprænghest, fordi hun red en hest til døde under en hurtig omgruppering af sin hær. I folkesagn kaldes hun også Sorte Grethe, formodentlig på grund af sit mørke hår.
Margrete Sambiria er bisat i klosterkirken Doberaner Münster i Bad Doberan i Mecklenburg.